# Dieter Brenninger
Dieter Brenninger (Erding, 16 febbraio 1944) è un ex calciatore tedesco, di ruolo attaccante.

## Palmarès

### Club

#### Competizioni nazionali
- Campionato tedesco: 1

Bayern Monaco: 1968-1969
- Coppa di Germania: 4

Bayern Monaco: 1965-1966, 1966-1967, 1968-1969, 1970-1971

#### Competizioni internazionali
- Coppa delle Coppe: 1

Bayern Monaco: 1966-1967